# The Safety Dance
The Safety Dance ist ein Popsong der kanadischen Synthie-Pop-Band Men Without Hats, der 1982 auf ihrem Debütalbum Rhythm of Youth veröffentlicht wurde. Der Titel wurde von Frontmann und Mitgründer Ivan Doroschuk geschrieben, nachdem er wegen Pogotanzens aus einer Diskothek verwiesen worden war.
Das Stück wurde im Januar 1983 als Single ausgekoppelt und erreichte Platz 3 der US-amerikanischen Billboard Hot 100 und Platz 11 in Kanada. In Südafrika wurde das Stück ein Nummer-eins-Hit; in Deutschland erreichte es Platz 2 der Hitparade, in Österreich Platz 7 und in der Schweiz Platz 4.

## Film und Fernsehen
In der Comicverfilmung X-Men: Apocalypse aus dem Jahre 2016 ist der Song in einer dreiminütigen Szene zu hören, die jedoch aus der finalen Version herausgeschnitten wurde. Des Weiteren ist das Lied in der dritten Folge der fünften Staffel der TV-Serie Scrubs zu hören. Einen weiteren Auftritt hat der Song in der 16. Folge der zehnten Staffel der Simpsons. Ein Remake des Songs lieferte die Serie Glee in Episode 19 (Season 1).

## Coverversionen
- 1996: Status Quo
- 2010: DJ Luke (Seeed)
- 2012: The Asteroids Galaxy Tour